# Trzebin (Wałcz)
Pour les articles homonymes, voir Trzebin.
Trzebin est un village de Pologne, situé dans la gmina de Człopa, dans le powiat de Wałcz, dans la voïvodie de Poméranie-Occidentale.

## Histoire
De 1815 à 1945, Trebbin fait partie de l'arrondissement de Deutsch Krone dans le district de Marienwerder au sein de la province de Prusse-Occidentale